# Lista de bens tombados em Santana de Parnaíba
Nesta lista estão relacionados os bens tombados em Santana de Parnaíba, São Paulo.
O povoamento do local aonde está localizado o Centro Histórico de Santana de Parnaíba teve início por volta de 1580. A aldeia foi transformada em vila colonial pela Coroa Portuguesa em 1620, quando os bandeirantes partiam do local para o interior com o propósito de caça aos índios nativos, indo também em busca de ouro
e pedras preciosas. Parte do acervo tombado é desta época.
O primeiro patrimônio tombado em Santana de Parnaíba foi a Capela de Nossa Senhora da Conceição pelo Instituto do Patrimônio Histórico e Artístico Nacional IPHAN em 1941.
O processo de tombamento do Centro Histórico aconteceu em 1982 pelo Conselho de Defesa do Patrimônio Histórico, Arqueológico, Artístico e Turístico do Estado de São Paulo CONDEPHAAT. Fazem parte deste processo 209 imóveis, distribuídos em 4 praças, 7 ruas e 3 travessas. Deste total existem 9 edificações construídas em época anterior a 1750, com a técnica de taipa de pilão, térreas e de pé-direito reduzido.
Como patrimônio natural e interesse paisagístico a serra conhecida como Voturuna passou por processo de tombamento em 1986, assim como a Serra do Itaqui passou a ser protegida a partir de 2016.
O município protegeu os seguintes bens: Morro do Major também conhecido como Morro do Cruzeiro, Figueira Centenária e a Capela de Santo Antônio do Suru.
| Imagem | Bem                                                             | Data de fundação | Coordenadas                  | Tombamento                                                                                             | Referência | Categoria no Commons |
| ------ | --------------------------------------------------------------- | ---------------- | ---------------------------- | --- | ---------- | -------------------- |
|        | Antiga Delegacia de Polícia de Santana de Parnaíba              |                  | 23° 26′ 43″ S, 46° 54′ 50″ O | bem tombado pelo CONDEPHAAT                                                                            |            |                      |
|        | Antiga Sede da Câmara Municipal de Santana de Parnaíba          |                  | 23° 26′ 43″ S, 46° 54′ 50″ O | bem tombado pelo CONDEPHAAT                                                                            |            |                      |
|        | Capela de Nossa Senhora da Conceição                            |                  | 23° 27′ 00″ S, 46° 59′ 02″ O | Património de Influência Portuguesa (base de dados) bem tombado pelo IPHAN                             |            |                      |
|        | Capela de Santo Antônio do Suru                                 |                  | 23° 27′ 05″ S, 46° 57′ 29″ O | bem tombado pela Prefeitura Municipal de Santana de Parnaíba                                           |            |                      |
|        | Casa de Apoio ao Artesão                                        |                  | 23° 26′ 42″ S, 46° 54′ 49″ O | bem tombado pelo CONDEPHAAT                                                                            |            |                      |
|        | Casa do Patrimônio                                              |                  | 23° 26′ 42″ S, 46° 55′ 00″ O | bem tombado pelo CONDEPHAAT                                                                            |            |                      |
|        | Casa na Largo da Matriz, 16                                     |                  | 23° 26′ 44″ S, 46° 54′ 49″ O | bem tombado pelo CONDEPHAAT                                                                            |            |                      |
|        | Casa na Praça Quatorze de Novembro, 101                         |                  | 23° 26′ 46″ S, 46° 54′ 54″ O | bem tombado pelo CONDEPHAAT                                                                            |            |                      |
|        | Casa na Praça Quatorze de Novembro, 33                          |                  | 23° 26′ 46″ S, 46° 54′ 52″ O | bem tombado pelo CONDEPHAAT                                                                            |            |                      |
|        | Casa na Praça Quatorze de Novembro, 41                          |                  | 23° 26′ 46″ S, 46° 54′ 52″ O | bem tombado pelo CONDEPHAAT                                                                            |            |                      |
|        | Casa na Praça Quatorze de Novembro, 55                          |                  | 23° 26′ 46″ S, 46° 54′ 53″ O | bem tombado pelo CONDEPHAAT                                                                            |            |                      |
|        | Casa na Praça Quatorze de Novembro, 57                          |                  | 23° 26′ 46″ S, 46° 54′ 53″ O | bem tombado pelo CONDEPHAAT                                                                            |            |                      |
|        | Casa na Praça Quatorze de Novembro, 67                          |                  | 23° 26′ 46″ S, 46° 54′ 53″ O | bem tombado pelo CONDEPHAAT                                                                            |            |                      |
|        | Casa na Praça Quatorze de Novembro, 79                          |                  | 23° 26′ 46″ S, 46° 54′ 54″ O | bem tombado pelo CONDEPHAAT                                                                            |            |                      |
|        | Casa na Praça Quatorze de Novembro, 81                          |                  | 23° 26′ 46″ S, 46° 54′ 54″ O | bem tombado pelo CONDEPHAAT                                                                            |            |                      |
|        | Casa na Praça Quatorze de Novembro, 89                          |                  | 23° 26′ 46″ S, 46° 54′ 54″ O | bem tombado pelo CONDEPHAAT                                                                            |            |                      |
|        | Casa na Praça Quatorze de Novembro, s/n                         |                  | 23° 26′ 46″ S, 46° 54′ 52″ O | bem tombado pelo CONDEPHAAT                                                                            |            |                      |
|        | Casa na Praça da Bandeira, 13                                   |                  | 23° 26′ 47″ S, 46° 54′ 50″ O | bem tombado pelo CONDEPHAAT                                                                            |            |                      |
|        | Casa na Praça da Bandeira, 2                                    |                  | 23° 26′ 46″ S, 46° 54′ 51″ O | bem tombado pelo CONDEPHAAT                                                                            |            |                      |
|        | Casa na Praça da Bandeira, 20                                   |                  | 23° 26′ 47″ S, 46° 54′ 51″ O | bem tombado pelo CONDEPHAAT                                                                            |            |                      |
|        | Casa na Praça da Bandeira, 21                                   |                  | 23° 26′ 47″ S, 46° 54′ 50″ O | bem tombado pelo CONDEPHAAT                                                                            |            |                      |
|        | Casa na Praça da Bandeira, 27                                   |                  | 23° 26′ 47″ S, 46° 54′ 50″ O | bem tombado pelo CONDEPHAAT                                                                            |            |                      |
|        | Casa na Praça da Bandeira, 32                                   |                  | 23° 26′ 47″ S, 46° 54′ 50″ O | bem tombado pelo CONDEPHAAT                                                                            |            |                      |
|        | Casa na Praça da Bandeira, 37                                   |                  | 23° 26′ 47″ S, 46° 54′ 50″ O | bem tombado pelo CONDEPHAAT                                                                            |            |                      |
|        | Casa na Praça da Bandeira, 7                                    |                  | 23° 26′ 46″ S, 46° 54′ 50″ O | bem tombado pelo CONDEPHAAT                                                                            |            |                      |
|        | Casa na Rua 9 de Julho, 27                                      |                  | 23° 26′ 43″ S, 46° 54′ 52″ O | bem tombado pelo CONDEPHAAT                                                                            |            |                      |
|        | Casa na Rua André Fernandes, 104                                |                  | 23° 26′ 44″ S, 46° 54′ 55″ O | bem tombado pelo CONDEPHAAT                                                                            |            |                      |
|        | Casa na Rua André Fernandes, 105                                |                  | 23° 26′ 44″ S, 46° 54′ 55″ O | bem tombado pelo CONDEPHAAT                                                                            |            |                      |
|        | Casa na Rua André Fernandes, 115                                |                  | 23° 26′ 44″ S, 46° 54′ 57″ O | bem tombado pelo CONDEPHAAT                                                                            |            |                      |
|        | Casa na Rua André Fernandes, 12                                 |                  | 23° 26′ 43″ S, 46° 54′ 52″ O | bem tombado pelo CONDEPHAAT                                                                            |            |                      |
|        | Casa na Rua André Fernandes, 121                                |                  | 23° 26′ 44″ S, 46° 54′ 56″ O | bem tombado pelo CONDEPHAAT                                                                            |            |                      |
|        | Casa na Rua André Fernandes, 129                                |                  | 23° 26′ 44″ S, 46° 54′ 56″ O | bem tombado pelo CONDEPHAAT                                                                            |            |                      |
|        | Casa na Rua André Fernandes, 15                                 |                  | 23° 26′ 44″ S, 46° 54′ 52″ O | bem tombado pelo CONDEPHAAT                                                                            |            |                      |
|        | Casa na Rua André Fernandes, 151                                |                  | 23° 26′ 44″ S, 46° 54′ 57″ O | bem tombado pelo CONDEPHAAT                                                                            |            |                      |
|        | Casa na Rua André Fernandes, 165                                |                  | 23° 26′ 44″ S, 46° 54′ 57″ O | bem tombado pelo CONDEPHAAT                                                                            |            |                      |
|        | Casa na Rua André Fernandes, 169                                |                  | 23° 26′ 44″ S, 46° 54′ 57″ O | bem tombado pelo CONDEPHAAT                                                                            |            |                      |
|        | Casa na Rua André Fernandes, 171                                |                  | 23° 26′ 44″ S, 46° 54′ 57″ O | bem tombado pelo CONDEPHAAT                                                                            |            |                      |
|        | Casa na Rua André Fernandes, 172                                |                  | 23° 26′ 44″ S, 46° 54′ 57″ O | bem tombado pelo CONDEPHAAT                                                                            |            |                      |
|        | Casa na Rua André Fernandes, 177                                |                  | 23° 26′ 44″ S, 46° 54′ 57″ O | bem tombado pelo CONDEPHAAT                                                                            |            |                      |
|        | Casa na Rua André Fernandes, 182                                |                  | 23° 26′ 44″ S, 46° 54′ 58″ O | bem tombado pelo CONDEPHAAT                                                                            |            |                      |
|        | Casa na Rua André Fernandes, 183                                |                  | 23° 26′ 44″ S, 46° 54′ 57″ O | bem tombado pelo CONDEPHAAT                                                                            |            |                      |
|        | Casa na Rua André Fernandes, 187                                |                  | 23° 26′ 44″ S, 46° 54′ 57″ O | bem tombado pelo CONDEPHAAT                                                                            |            |                      |
|        | Casa na Rua André Fernandes, 192                                |                  | 23° 26′ 44″ S, 46° 54′ 57″ O | bem tombado pelo CONDEPHAAT                                                                            |            |                      |
|        | Casa na Rua André Fernandes, 195                                |                  | 23° 26′ 43″ S, 46° 54′ 58″ O | bem tombado pelo CONDEPHAAT                                                                            |            |                      |
|        | Casa na Rua André Fernandes, 207                                |                  | 23° 26′ 44″ S, 46° 55′ 00″ O | bem tombado pelo CONDEPHAAT                                                                            |            |                      |
|        | Casa na Rua André Fernandes, 26                                 |                  | 23° 26′ 44″ S, 46° 54′ 52″ O | bem tombado pelo CONDEPHAAT                                                                            |            |                      |
|        | Casa na Rua André Fernandes, 33                                 |                  | 23° 26′ 44″ S, 46° 54′ 53″ O | bem tombado pelo CONDEPHAAT                                                                            |            |                      |
|        | Casa na Rua André Fernandes, 39                                 |                  | 23° 26′ 44″ S, 46° 54′ 56″ O | bem tombado pelo CONDEPHAAT                                                                            |            |                      |
|        | Casa na Rua André Fernandes, 48                                 |                  | 23° 26′ 44″ S, 46° 54′ 53″ O | bem tombado pelo CONDEPHAAT                                                                            |            |                      |
|        | Casa na Rua André Fernandes, 51                                 |                  | 23° 26′ 44″ S, 46° 54′ 57″ O | bem tombado pelo CONDEPHAAT                                                                            |            |                      |
|        | Casa na Rua André Fernandes, 6                                  |                  | 23° 26′ 43″ S, 46° 54′ 52″ O | bem tombado pelo CONDEPHAAT                                                                            |            |                      |
|        | Casa na Rua André Fernandes, 69                                 |                  | 23° 26′ 44″ S, 46° 54′ 56″ O | bem tombado pelo CONDEPHAAT                                                                            |            |                      |
|        | Casa na Rua André Fernandes, 71                                 |                  | 23° 26′ 44″ S, 46° 54′ 54″ O | bem tombado pelo CONDEPHAAT                                                                            |            |                      |
|        | Casa na Rua André Fernandes, 85                                 |                  | 23° 26′ 44″ S, 46° 54′ 54″ O | bem tombado pelo CONDEPHAAT                                                                            |            |                      |
|        | Casa na Rua André Fernandes, 97                                 |                  | 23° 26′ 44″ S, 46° 54′ 57″ O | bem tombado pelo CONDEPHAAT                                                                            |            |                      |
|        | Casa na Rua André Fernandes, s/n (entre n 169 e 171)            |                  | 23° 26′ 44″ S, 46° 54′ 57″ O | bem tombado pelo CONDEPHAAT                                                                            |            |                      |
|        | Casa na Rua Bartolomeu Bueno, 10                                |                  | 23° 26′ 45″ S, 46° 54′ 54″ O | bem tombado pelo CONDEPHAAT                                                                            |            |                      |
|        | Casa na Rua Bartolomeu Bueno, 100                               |                  | 23° 26′ 45″ S, 46° 54′ 57″ O | bem tombado pelo CONDEPHAAT                                                                            |            |                      |
|        | Casa na Rua Bartolomeu Bueno, 105                               |                  | 23° 26′ 46″ S, 46° 54′ 58″ O | bem tombado pelo CONDEPHAAT                                                                            |            |                      |
|        | Casa na Rua Bartolomeu Bueno, 111                               |                  | 23° 26′ 45″ S, 46° 54′ 57″ O | bem tombado pelo CONDEPHAAT                                                                            |            |                      |
|        | Casa na Rua Bartolomeu Bueno, 119                               |                  | 23° 26′ 45″ S, 46° 54′ 55″ O | bem tombado pelo CONDEPHAAT                                                                            |            |                      |
|        | Casa na Rua Bartolomeu Bueno, 126                               |                  | 23° 26′ 45″ S, 46° 54′ 59″ O | bem tombado pelo CONDEPHAAT                                                                            |            |                      |
|        | Casa na Rua Bartolomeu Bueno, 129                               |                  | 23° 26′ 45″ S, 46° 54′ 56″ O | bem tombado pelo CONDEPHAAT                                                                            |            |                      |
|        | Casa na Rua Bartolomeu Bueno, 132                               |                  | 23° 26′ 45″ S, 46° 54′ 59″ O | bem tombado pelo CONDEPHAAT                                                                            |            |                      |
|        | Casa na Rua Bartolomeu Bueno, 135                               |                  | 23° 26′ 46″ S, 46° 54′ 58″ O | bem tombado pelo CONDEPHAAT                                                                            |            |                      |
|        | Casa na Rua Bartolomeu Bueno, 147                               |                  | 23° 26′ 46″ S, 46° 54′ 59″ O | bem tombado pelo CONDEPHAAT                                                                            |            |                      |
|        | Casa na Rua Bartolomeu Bueno, 15                                |                  | 23° 26′ 45″ S, 46° 54′ 54″ O | bem tombado pelo CONDEPHAAT                                                                            |            |                      |
|        | Casa na Rua Bartolomeu Bueno, 18                                |                  | 23° 26′ 45″ S, 46° 54′ 54″ O | bem tombado pelo CONDEPHAAT                                                                            |            |                      |
|        | Casa na Rua Bartolomeu Bueno, 19                                |                  | 23° 26′ 45″ S, 46° 55′ 02″ O | bem tombado pelo CONDEPHAAT                                                                            |            |                      |
|        | Casa na Rua Bartolomeu Bueno, 25                                |                  | 23° 26′ 45″ S, 46° 54′ 55″ O | bem tombado pelo CONDEPHAAT                                                                            |            |                      |
|        | Casa na Rua Bartolomeu Bueno, 28                                |                  | 23° 26′ 45″ S, 46° 54′ 55″ O | bem tombado pelo CONDEPHAAT                                                                            |            |                      |
|        | Casa na Rua Bartolomeu Bueno, 32                                |                  | 23° 26′ 45″ S, 46° 54′ 55″ O | bem tombado pelo CONDEPHAAT                                                                            |            |                      |
|        | Casa na Rua Bartolomeu Bueno, 33                                |                  | 23° 26′ 46″ S, 46° 55′ 03″ O | bem tombado pelo CONDEPHAAT                                                                            |            |                      |
|        | Casa na Rua Bartolomeu Bueno, 38                                |                  | 23° 26′ 45″ S, 46° 54′ 55″ O | bem tombado pelo CONDEPHAAT                                                                            |            |                      |
|        | Casa na Rua Bartolomeu Bueno, 46                                |                  | 23° 26′ 45″ S, 46° 54′ 55″ O | bem tombado pelo CONDEPHAAT                                                                            |            |                      |
|        | Casa na Rua Bartolomeu Bueno, 49                                |                  | 23° 26′ 45″ S, 46° 54′ 55″ O | bem tombado pelo CONDEPHAAT                                                                            |            |                      |
|        | Casa na Rua Bartolomeu Bueno, 56                                |                  | 23° 26′ 45″ S, 46° 54′ 56″ O | bem tombado pelo CONDEPHAAT                                                                            |            |                      |
|        | Casa na Rua Bartolomeu Bueno, 62                                |                  | 23° 26′ 46″ S, 46° 54′ 56″ O | bem tombado pelo CONDEPHAAT                                                                            |            |                      |
|        | Casa na Rua Bartolomeu Bueno, 7                                 |                  | 23° 26′ 46″ S, 46° 55′ 04″ O | bem tombado pelo CONDEPHAAT                                                                            |            |                      |
|        | Casa na Rua Bartolomeu Bueno, 70                                |                  | 23° 26′ 46″ S, 46° 54′ 56″ O | bem tombado pelo CONDEPHAAT                                                                            |            |                      |
|        | Casa na Rua Bartolomeu Bueno, 75                                |                  | 23° 26′ 46″ S, 46° 54′ 56″ O | bem tombado pelo CONDEPHAAT                                                                            |            |                      |
|        | Casa na Rua Bartolomeu Bueno, 78                                |                  | 23° 26′ 45″ S, 46° 54′ 56″ O | bem tombado pelo CONDEPHAAT                                                                            |            |                      |
|        | Casa na Rua Bartolomeu Bueno, 81                                |                  | 23° 26′ 45″ S, 46° 54′ 57″ O | bem tombado pelo CONDEPHAAT                                                                            |            |                      |
|        | Casa na Rua Bartolomeu Bueno, 82                                |                  | 23° 26′ 45″ S, 46° 54′ 57″ O | bem tombado pelo CONDEPHAAT                                                                            |            |                      |
|        | Casa na Rua Bartolomeu Bueno, 85                                |                  | 23° 26′ 46″ S, 46° 54′ 57″ O | bem tombado pelo CONDEPHAAT                                                                            |            |                      |
|        | Casa na Rua Bartolomeu Bueno, 9                                 |                  | 23° 26′ 46″ S, 46° 55′ 04″ O | bem tombado pelo CONDEPHAAT                                                                            |            |                      |
|        | Casa na Rua Bartolomeu Bueno, 90                                |                  | 23° 26′ 46″ S, 46° 54′ 57″ O | bem tombado pelo CONDEPHAAT                                                                            |            |                      |
|        | Casa na Rua Bartolomeu Bueno, 91                                |                  | 23° 26′ 45″ S, 46° 54′ 57″ O | bem tombado pelo CONDEPHAAT                                                                            |            |                      |
|        | Casa na Rua Bartolomeu Bueno, 94                                |                  | 23° 26′ 45″ S, 46° 54′ 57″ O | bem tombado pelo CONDEPHAAT                                                                            |            |                      |
|        | Casa na Rua Bartolomeu Bueno, 97                                |                  | 23° 26′ 46″ S, 46° 54′ 57″ O | bem tombado pelo CONDEPHAAT                                                                            |            |                      |
|        | Casa na Rua Coronel Raimundo, 106                               |                  | 23° 26′ 44″ S, 46° 54′ 46″ O | bem tombado pelo CONDEPHAAT                                                                            |            |                      |
|        | Casa na Rua Coronel Raimundo, 110                               |                  | 23° 26′ 45″ S, 46° 54′ 45″ O | bem tombado pelo CONDEPHAAT                                                                            |            |                      |
|        | Casa na Rua Coronel Raimundo, 25                                |                  | 23° 26′ 44″ S, 46° 54′ 48″ O | bem tombado pelo CONDEPHAAT                                                                            |            |                      |
|        | Casa na Rua Coronel Raimundo, 35                                |                  | 23° 26′ 44″ S, 46° 54′ 48″ O | bem tombado pelo CONDEPHAAT                                                                            |            |                      |
|        | Casa na Rua Coronel Raimundo, 37                                |                  | 23° 26′ 44″ S, 46° 54′ 47″ O | bem tombado pelo CONDEPHAAT                                                                            |            |                      |
|        | Casa na Rua Coronel Raimundo, 57                                |                  | 23° 26′ 44″ S, 46° 54′ 47″ O | bem tombado pelo CONDEPHAAT                                                                            |            |                      |
|        | Casa na Rua Israel de Oliveira Pinto, 10                        |                  | 23° 26′ 45″ S, 46° 54′ 53″ O | bem tombado pelo CONDEPHAAT                                                                            |            |                      |
|        | Casa na Rua Padre Guilherme Pompeu, 1                           |                  | 23° 26′ 41″ S, 46° 54′ 55″ O | bem tombado pelo CONDEPHAAT                                                                            |            |                      |
|        | Casa na Rua Padre Miguel Mauro, 11                              |                  | 23° 26′ 45″ S, 46° 54′ 50″ O | bem tombado pelo CONDEPHAAT                                                                            |            |                      |
|        | Casa na Rua Padre Miguel Mauro, 3                               |                  | 23° 26′ 45″ S, 46° 54′ 50″ O | bem tombado pelo CONDEPHAAT                                                                            |            |                      |
|        | Casa na Rua Padre Miguel Mauro, 39                              |                  | 23° 26′ 46″ S, 46° 54′ 50″ O | bem tombado pelo CONDEPHAAT                                                                            |            |                      |
|        | Casa na Rua Padre Miguel Mauro, 45                              |                  | 23° 26′ 46″ S, 46° 54′ 50″ O | bem tombado pelo CONDEPHAAT                                                                            |            |                      |
|        | Casa na Rua Padre Miguel Pompeu, 437                            |                  |                              | bem tombado pelo CONDEPHAAT                                                                            |            |                      |
|        | Casa na Rua Santa Cruz, 13                                      |                  | 23° 26′ 44″ S, 46° 55′ 00″ O | bem tombado pelo CONDEPHAAT                                                                            |            |                      |
|        | Casa na Rua Santa Cruz, 19                                      |                  | 23° 26′ 44″ S, 46° 55′ 07″ O | bem tombado pelo CONDEPHAAT                                                                            |            |                      |
|        | Casa na Rua Santa Cruz, 20                                      |                  | 23° 26′ 44″ S, 46° 55′ 00″ O | bem tombado pelo CONDEPHAAT                                                                            |            |                      |
|        | Casa na Rua Santa Cruz, 26                                      |                  | 23° 26′ 45″ S, 46° 55′ 00″ O | bem tombado pelo CONDEPHAAT                                                                            |            |                      |
|        | Casa na Rua Santa Cruz, 29                                      |                  | 23° 26′ 44″ S, 46° 55′ 00″ O | bem tombado pelo CONDEPHAAT                                                                            |            |                      |
|        | Casa na Rua Santa Cruz, 31                                      |                  | 23° 26′ 44″ S, 46° 54′ 59″ O | bem tombado pelo CONDEPHAAT                                                                            |            |                      |
|        | Casa na Rua Santa Cruz, 32                                      |                  | 23° 26′ 44″ S, 46° 55′ 00″ O | bem tombado pelo CONDEPHAAT                                                                            |            |                      |
|        | Casa na Rua Santa Cruz, 37                                      |                  | 23° 26′ 43″ S, 46° 55′ 00″ O | bem tombado pelo CONDEPHAAT                                                                            |            |                      |
|        | Casa na Rua Santa Cruz, 4                                       |                  | 23° 26′ 43″ S, 46° 55′ 00″ O | bem tombado pelo CONDEPHAAT                                                                            |            |                      |
|        | Casa na Rua Santa Cruz, 42                                      |                  | 23° 26′ 44″ S, 46° 55′ 00″ O | bem tombado pelo CONDEPHAAT                                                                            |            |                      |
|        | Casa na Rua Santa Cruz, 46                                      |                  | 23° 26′ 45″ S, 46° 55′ 00″ O | bem tombado pelo CONDEPHAAT                                                                            |            |                      |
|        | Casa na Rua Santa Cruz, 54                                      |                  | 23° 26′ 45″ S, 46° 55′ 00″ O | bem tombado pelo CONDEPHAAT                                                                            |            |                      |
|        | Casa na Rua Santa Cruz, 57                                      |                  | 23° 26′ 45″ S, 46° 55′ 00″ O | bem tombado pelo CONDEPHAAT                                                                            |            |                      |
|        | Casa na Rua Santa Cruz, 69                                      |                  | 23° 26′ 45″ S, 46° 55′ 00″ O | bem tombado pelo CONDEPHAAT                                                                            |            |                      |
|        | Casa na Rua Santa Cruz, 71                                      |                  | 23° 26′ 45″ S, 46° 54′ 59″ O | bem tombado pelo CONDEPHAAT                                                                            |            |                      |
|        | Casa na Rua Santa Cruz, 77                                      |                  | 23° 26′ 46″ S, 46° 55′ 00″ O | bem tombado pelo CONDEPHAAT                                                                            |            |                      |
|        | Casa na Rua Santo Antônio, 12                                   |                  | 23° 26′ 44″ S, 46° 54′ 46″ O | bem tombado pelo CONDEPHAAT                                                                            |            |                      |
|        | Casa na Rua Santo Antônio, 20                                   |                  | 23° 26′ 44″ S, 46° 54′ 46″ O | bem tombado pelo CONDEPHAAT                                                                            |            |                      |
|        | Casa na Rua Santo Antônio, 28                                   |                  | 23° 26′ 43″ S, 46° 54′ 46″ O | bem tombado pelo CONDEPHAAT                                                                            |            |                      |
|        | Casa na Rua Santo Antônio, 37                                   |                  | 23° 26′ 44″ S, 46° 54′ 47″ O | bem tombado pelo CONDEPHAAT                                                                            |            |                      |
|        | Casa na Rua Santo Antônio, 40                                   |                  | 23° 26′ 43″ S, 46° 54′ 46″ O | bem tombado pelo CONDEPHAAT                                                                            |            |                      |
|        | Casa na Rua Santo Antônio, 54                                   |                  | 23° 26′ 43″ S, 46° 54′ 46″ O | bem tombado pelo CONDEPHAAT                                                                            |            |                      |
|        | Casa na Rua Santo Antônio, 56                                   |                  | 23° 26′ 42″ S, 46° 54′ 46″ O | bem tombado pelo CONDEPHAAT                                                                            |            |                      |
|        | Casa na Rua Santo Antônio, 64                                   |                  | 23° 26′ 43″ S, 46° 54′ 46″ O | bem tombado pelo CONDEPHAAT                                                                            |            |                      |
|        | Casa na Rua Suzana Dias, 208                                    |                  | 23° 26′ 42″ S, 46° 54′ 47″ O | bem tombado pelo CONDEPHAAT                                                                            |            |                      |
|        | Casa na Rua Suzana Dias, 209                                    |                  | 23° 26′ 42″ S, 46° 54′ 47″ O | bem tombado pelo CONDEPHAAT                                                                            |            |                      |
|        | Casa na Rua Suzana Dias, 218                                    |                  | 23° 26′ 42″ S, 46° 54′ 47″ O | bem tombado pelo CONDEPHAAT                                                                            |            |                      |
|        | Casa na Rua Suzana Dias, 221                                    |                  | 23° 26′ 42″ S, 46° 54′ 47″ O | bem tombado pelo CONDEPHAAT                                                                            |            |                      |
|        | Casa na Rua Suzana Dias, 228                                    |                  | 23° 26′ 41″ S, 46° 54′ 47″ O | bem tombado pelo CONDEPHAAT                                                                            |            |                      |
|        | Casa na Rua Suzana Dias, 236                                    |                  | 23° 26′ 41″ S, 46° 54′ 48″ O | bem tombado pelo CONDEPHAAT                                                                            |            |                      |
|        | Casa na Rua Suzana Dias, 241                                    |                  | 23° 26′ 42″ S, 46° 54′ 48″ O | bem tombado pelo CONDEPHAAT                                                                            |            |                      |
|        | Casa na Rua Suzana Dias, 242                                    |                  | 23° 26′ 41″ S, 46° 54′ 48″ O | bem tombado pelo CONDEPHAAT                                                                            |            |                      |
|        | Casa na Rua Suzana Dias, 243                                    |                  | 23° 26′ 41″ S, 46° 54′ 48″ O | bem tombado pelo CONDEPHAAT                                                                            |            |                      |
|        | Casa na Rua Suzana Dias, 253                                    |                  | 23° 26′ 41″ S, 46° 54′ 48″ O | bem tombado pelo CONDEPHAAT                                                                            |            |                      |
|        | Casa na Rua Suzana Dias, 280                                    |                  | 23° 26′ 42″ S, 46° 54′ 49″ O | bem tombado pelo CONDEPHAAT                                                                            |            |                      |
|        | Casa na Rua Suzana Dias, 284                                    |                  | 23° 26′ 42″ S, 46° 54′ 49″ O | bem tombado pelo CONDEPHAAT                                                                            |            |                      |
|        | Casa na Rua Suzana Dias, 294                                    |                  | 23° 26′ 42″ S, 46° 54′ 49″ O | bem tombado pelo CONDEPHAAT                                                                            |            |                      |
|        | Casa na Rua Suzana Dias, 321                                    |                  | 23° 26′ 42″ S, 46° 54′ 51″ O | bem tombado pelo CONDEPHAAT                                                                            |            |                      |
|        | Casa na Rua Suzana Dias, 322                                    |                  | 23° 26′ 41″ S, 46° 54′ 50″ O | bem tombado pelo CONDEPHAAT                                                                            |            |                      |
|        | Casa na Rua Suzana Dias, 328                                    |                  | 23° 26′ 41″ S, 46° 54′ 51″ O | bem tombado pelo CONDEPHAAT                                                                            |            |                      |
|        | Casa na Rua Suzana Dias, 334                                    |                  | 23° 26′ 41″ S, 46° 54′ 51″ O | bem tombado pelo CONDEPHAAT                                                                            |            |                      |
|        | Casa na Rua Suzana Dias, 338                                    |                  | 23° 26′ 42″ S, 46° 54′ 51″ O | bem tombado pelo CONDEPHAAT                                                                            |            |                      |
|        | Casa na Rua Suzana Dias, 347                                    |                  | 23° 26′ 42″ S, 46° 54′ 51″ O | bem tombado pelo CONDEPHAAT                                                                            |            |                      |
|        | Casa na Rua Suzana Dias, 348                                    |                  | 23° 26′ 41″ S, 46° 54′ 51″ O | bem tombado pelo CONDEPHAAT                                                                            |            |                      |
|        | Casa na Rua Suzana Dias, 356                                    |                  | 23° 26′ 41″ S, 46° 54′ 52″ O | bem tombado pelo CONDEPHAAT                                                                            |            |                      |
|        | Casa na Rua Suzana Dias, 362                                    |                  | 23° 26′ 41″ S, 46° 54′ 52″ O | bem tombado pelo CONDEPHAAT                                                                            |            |                      |
|        | Casa na Rua Suzana Dias, 368                                    |                  | 23° 26′ 41″ S, 46° 54′ 52″ O | bem tombado pelo CONDEPHAAT                                                                            |            |                      |
|        | Casa na Rua Suzana Dias, 380                                    |                  | 23° 26′ 41″ S, 46° 54′ 53″ O | bem tombado pelo CONDEPHAAT                                                                            |            |                      |
|        | Casa na Rua Suzana Dias, 388                                    |                  | 23° 26′ 41″ S, 46° 54′ 53″ O | bem tombado pelo CONDEPHAAT                                                                            |            |                      |
|        | Casa na Rua Suzana Dias, 391                                    |                  | 23° 26′ 42″ S, 46° 54′ 53″ O | bem tombado pelo CONDEPHAAT                                                                            |            |                      |
|        | Casa na Rua Suzana Dias, 392                                    |                  | 23° 26′ 41″ S, 46° 54′ 53″ O | bem tombado pelo CONDEPHAAT                                                                            |            |                      |
|        | Casa na Rua Suzana Dias, 410                                    |                  | 23° 26′ 41″ S, 46° 54′ 54″ O | bem tombado pelo CONDEPHAAT                                                                            |            |                      |
|        | Casa na Rua Suzana Dias, 411                                    |                  | 23° 26′ 42″ S, 46° 54′ 54″ O | bem tombado pelo CONDEPHAAT                                                                            |            |                      |
|        | Casa na Rua Suzana Dias, 437                                    |                  | 23° 26′ 42″ S, 46° 54′ 55″ O | bem tombado pelo CONDEPHAAT                                                                            |            |                      |
|        | Casa na Rua Suzana Dias, 442                                    |                  | 23° 26′ 42″ S, 46° 54′ 55″ O | bem tombado pelo CONDEPHAAT                                                                            |            |                      |
|        | Casa na Rua Suzana Dias, 443                                    |                  | 23° 26′ 42″ S, 46° 54′ 55″ O | bem tombado pelo CONDEPHAAT                                                                            |            |                      |
|        | Casa na Rua Suzana Dias, 453                                    |                  | 23° 26′ 42″ S, 46° 54′ 55″ O | bem tombado pelo CONDEPHAAT                                                                            |            |                      |
|        | Casa na Rua Suzana Dias, 459                                    |                  | 23° 26′ 42″ S, 46° 54′ 55″ O | bem tombado pelo CONDEPHAAT                                                                            |            |                      |
|        | Casa na Rua Suzana Dias, 468                                    |                  | 23° 26′ 42″ S, 46° 54′ 56″ O | bem tombado pelo CONDEPHAAT                                                                            |            |                      |
|        | Casa na Rua Suzana Dias, 477                                    |                  | 23° 26′ 42″ S, 46° 54′ 56″ O | bem tombado pelo CONDEPHAAT                                                                            |            |                      |
|        | Casa na Rua Suzana Dias, 478                                    |                  | 23° 26′ 42″ S, 46° 54′ 56″ O | bem tombado pelo CONDEPHAAT                                                                            |            |                      |
|        | Casa na Rua Suzana Dias, 482                                    |                  | 23° 26′ 42″ S, 46° 54′ 56″ O | bem tombado pelo CONDEPHAAT                                                                            |            |                      |
|        | Casa na Rua Suzana Dias, 485                                    |                  | 23° 26′ 42″ S, 46° 54′ 56″ O | bem tombado pelo CONDEPHAAT                                                                            |            |                      |
|        | Casa na Rua Suzana Dias, 492                                    |                  | 23° 26′ 42″ S, 46° 54′ 56″ O | bem tombado pelo CONDEPHAAT                                                                            |            |                      |
|        | Casa na Rua Suzana Dias, 497                                    |                  | 23° 26′ 42″ S, 46° 54′ 57″ O | bem tombado pelo CONDEPHAAT                                                                            |            |                      |
|        | Casa na Rua Suzana Dias, 503                                    |                  | 23° 26′ 42″ S, 46° 54′ 57″ O | bem tombado pelo CONDEPHAAT                                                                            |            |                      |
|        | Casa na Rua Suzana Dias, 504                                    |                  | 23° 26′ 42″ S, 46° 54′ 57″ O | bem tombado pelo CONDEPHAAT                                                                            |            |                      |
|        | Casa na Rua Suzana Dias, 510                                    |                  | 23° 26′ 42″ S, 46° 54′ 57″ O | bem tombado pelo CONDEPHAAT                                                                            |            |                      |
|        | Casa na Rua Suzana Dias, 515                                    |                  | 23° 26′ 42″ S, 46° 54′ 57″ O | bem tombado pelo CONDEPHAAT                                                                            |            |                      |
|        | Casa na Rua Suzana Dias, 516                                    |                  | 23° 26′ 42″ S, 46° 54′ 57″ O | bem tombado pelo CONDEPHAAT                                                                            |            |                      |
|        | Casa na Rua Suzana Dias, 525                                    |                  | 23° 26′ 42″ S, 46° 54′ 58″ O | bem tombado pelo CONDEPHAAT                                                                            |            |                      |
|        | Casa na Rua Suzana Dias, 526                                    |                  | 23° 26′ 42″ S, 46° 54′ 58″ O | bem tombado pelo CONDEPHAAT                                                                            |            |                      |
|        | Casa na Rua Suzana Dias, 527                                    |                  | 23° 26′ 42″ S, 46° 54′ 58″ O | bem tombado pelo CONDEPHAAT                                                                            |            |                      |
|        | Casa na Rua Suzana Dias, 536                                    |                  | 23° 26′ 42″ S, 46° 54′ 58″ O | bem tombado pelo CONDEPHAAT                                                                            |            |                      |
|        | Casa na Rua Suzana Dias, 551                                    |                  | 23° 26′ 42″ S, 46° 54′ 59″ O | bem tombado pelo CONDEPHAAT                                                                            |            |                      |
|        | Casa na Rua Suzana Dias, s/n (ao lado da casa 391)              |                  | 23° 26′ 42″ S, 46° 54′ 53″ O | bem tombado pelo CONDEPHAAT                                                                            |            |                      |
|        | Casa na Rua Suzana Dias, s/n (entre o n 392 e 410)              |                  | 23° 26′ 42″ S, 46° 54′ 53″ O | bem tombado pelo CONDEPHAAT                                                                            |            |                      |
|        | Casa na Rua Álvaro Luís do Valle, 50                            |                  | 23° 26′ 45″ S, 46° 54′ 53″ O | bem tombado pelo CONDEPHAAT                                                                            |            |                      |
|        | Casa na Rua Álvaro Luís do Valle, 62                            |                  | 23° 26′ 45″ S, 46° 54′ 53″ O | bem tombado pelo CONDEPHAAT                                                                            |            |                      |
|        | Casa na Rua Álvaro Luís do Valle, 80                            |                  | 23° 26′ 45″ S, 46° 54′ 54″ O | bem tombado pelo CONDEPHAAT                                                                            |            |                      |
|        | Casa no Largo São Bento, 3                                      |                  | 23° 26′ 44″ S, 46° 54′ 59″ O | bem tombado pelo CONDEPHAAT                                                                            |            |                      |
|        | Casa no Largo São Bento, 37                                     |                  | 23° 26′ 43″ S, 46° 55′ 00″ O | bem tombado pelo CONDEPHAAT                                                                            |            |                      |
|        | Casa no Largo São Bento, 37 A                                   |                  | 23° 26′ 43″ S, 46° 55′ 00″ O | bem tombado pelo CONDEPHAAT                                                                            |            |                      |
|        | Casa no Largo São Bento, 66                                     |                  | 23° 26′ 42″ S, 46° 54′ 59″ O | bem tombado pelo CONDEPHAAT                                                                            |            |                      |
|        | Casa no Largo São Bento, 72                                     |                  | 23° 26′ 42″ S, 46° 55′ 00″ O | bem tombado pelo CONDEPHAAT                                                                            |            |                      |
|        | Casa no Largo São Bento, 90                                     |                  | 23° 26′ 42″ S, 46° 55′ 08″ O | bem tombado pelo CONDEPHAAT                                                                            |            |                      |
|        | Casa no Largo São Bento, 98                                     |                  | 23° 26′ 42″ S, 46° 55′ 01″ O | bem tombado pelo CONDEPHAAT                                                                            |            |                      |
|        | Casa no Largo da Matriz, 39                                     |                  | 23° 26′ 43″ S, 46° 54′ 51″ O | bem tombado pelo CONDEPHAAT                                                                            |            |                      |
|        | Casa no Largo da Matriz, 51                                     |                  | 23° 26′ 43″ S, 46° 54′ 51″ O | bem tombado pelo CONDEPHAAT                                                                            |            |                      |
|        | Casa no Largo de São Bento, 17                                  |                  | 23° 26′ 43″ S, 46° 54′ 59″ O | bem tombado pelo CONDEPHAAT                                                                            |            |                      |
|        | Casarão Monsenhor Paulo Florêncio da Silveira Camargo           |                  | 23° 26′ 44″ S, 46° 54′ 51″ O | Património de Influência Portuguesa (base de dados) bem tombado pelo IPHAN bem tombado pelo CONDEPHAAT |            |                      |
|        | Centro Histórico de Santana de Parnaíba                         |                  | 23° 26′ 45″ S, 46° 54′ 51″ O | bem tombado pelo CONDEPHAAT                                                                            |            |                      |
|        | Centro de Memória e Integração Cultural Bertha de Moraes Nérici |                  | 23° 26′ 43″ S, 46° 54′ 51″ O | bem tombado pelo CONDEPHAAT                                                                            |            |                      |
|        | Cine Teatro Coronel Raymundo                                    |                  | 23° 26′ 42″ S, 46° 54′ 50″ O | bem tombado pelo CONDEPHAAT                                                                            |            |                      |
|        | Clube Atletico Santa Ana                                        |                  | 23° 26′ 41″ S, 46° 54′ 48″ O | bem tombado pelo CONDEPHAAT                                                                            |            |                      |
|        | Colégio Municipal Tenente General Gaspar de Godói Colaço        |                  | 23° 26′ 45″ S, 46° 54′ 48″ O | bem tombado pelo CONDEPHAAT                                                                            |            |                      |
|        | Edificação no Largo da Matriz, s/n                              |                  | 23° 26′ 44″ S, 46° 54′ 49″ O | bem tombado pelo CONDEPHAAT                                                                            |            |                      |
|        | Edifício do Banco Santander                                     |                  | 23° 26′ 42″ S, 46° 54′ 52″ O | bem tombado pelo CONDEPHAAT                                                                            |            |                      |
|        | Figueira Centenária                                             |                  | 23° 26′ 26″ S, 46° 54′ 43″ O | bem tombado pela Prefeitura Municipal de Santana de Parnaíba                                           |            |                      |
|        | Galeria do Artista                                              |                  | 23° 26′ 42″ S, 46° 54′ 51″ O | bem tombado pelo CONDEPHAAT                                                                            |            |                      |
|        | Garagem na Rua Suzana Dias, s/n                                 |                  | 23° 26′ 42″ S, 46° 54′ 47″ O | bem tombado pelo CONDEPHAAT                                                                            |            |                      |
|        | Garagem na Rua Suzana Dias, s/n (entre 551 e 527)               |                  | 23° 26′ 42″ S, 46° 54′ 58″ O | bem tombado pelo CONDEPHAAT                                                                            |            |                      |
|        | Garagem na Rua Suzana Dias, s/n (esquina com Rua Major Castro)  |                  | 23° 26′ 42″ S, 46° 54′ 58″ O | bem tombado pelo CONDEPHAAT                                                                            |            |                      |
|        | Garagem na Rua Álvaro Luís do Valle, s/n                        |                  | 23° 26′ 45″ S, 46° 54′ 52″ O | bem tombado pelo CONDEPHAAT                                                                            |            |                      |
|        | Igreja Matriz (Santana de Parnaíba)                             |                  | 23° 26′ 45″ S, 46° 54′ 50″ O | Património de Influência Portuguesa (base de dados) bem tombado pelo CONDEPHAAT                        |            |                      |
|        | Monumento aos Bandeirantes                                      |                  | 23° 26′ 39″ S, 46° 54′ 44″ O | bem histórico em Santana de Parnaíba                                                                   |            |                      |
|        | Morro do Major                                                  |                  | 23° 26′ 35″ S, 46° 54′ 53″ O | bem tombado pela Prefeitura Municipal de Santana de Parnaíba                                           |            |                      |
|        | Museu Casa do Anhanguera                                        |                  | 23° 26′ 44″ S, 46° 54′ 51″ O | Património de Influência Portuguesa (base de dados) bem tombado pelo CONDEPHAAT                        |            |                      |
|        | Restaurante São Paulo Antigo                                    |                  | 23° 26′ 45″ S, 46° 54′ 54″ O | bem tombado pelo CONDEPHAAT                                                                            |            |                      |
|        | Serra do Itaqui                                                 |                  | 23° 30′ 04″ S, 46° 57′ 50″ O | bem tombado pelo CONDEPHAAT                                                                            |            |                      |
|        | Serra do Voturuna                                               |                  | 23° 25′ 51″ S, 46° 58′ 53″ O | bem tombado pelo CONDEPHAAT                                                                            |            |                      |
|        | Sobrado do Anhanguera                                           |                  | 23° 26′ 44″ S, 46° 54′ 51″ O | bem tombado pelo IPHAN bem tombado pelo CONDEPHAAT                                                     |            |                      |
|        | UBS Dr. Álvaro Ribeiro                                          |                  | 23° 26′ 45″ S, 46° 54′ 46″ O | bem tombado pelo CONDEPHAAT                                                                            |            |                      |

∑ 216 items.